# HMS Tärnö (M52)
HMS Tärnö (M52) var en minsvepare av Hanö-klass i svenska flottan. Tärnö byggdes på Karlskronavarvet och sjösattes år 1952. I tjänst som minsvepare 1953–1965, därefter som utbildningsfartyg till mitten av 1970-talet. 1979 blev hon omklassad som vedettbåt. HMS Tärnö utrangerades 1988 och såldes 1988 för att användas som dykfartyg. Hon ombyggdes och omdöpes till Orava II. 